# Megapodius geelvinkianus
Megapodius geelvinkianus е вид птица от семейство Megapodiidae. Видът е световно застрашен, със статут Уязвим.

## Разпространение
Видът е разпространен в Индонезия.